# Kuwait en los Juegos Paralímpicos de Nueva York y Stoke Mandeville 1984
Kuwait estuvo representado en los Juegos Paralímpicos de Nueva York y Stoke Mandeville 1984 por un total de 22 deportistas, 20 hombres y dos mujeres.

## Medallistas
El equipo paralímpico kuwaití obtuvo las siguientes medallas:
| Nombre         | Deporte                    | Evento                          |
| -------------- | -------------------------- | ------------------------------- |
| Oro            |                            |                                 |
| Adelah Al-Rumi | Atletismo                  | Disco 2 femenino                |
| Plata          |                            |                                 |
| Adelah Al-Rumi | Atletismo                  | Peso 2 femenino                 |
| Hayat Al-Sabih | Atletismo                  | Precisión C1 femenino           |
| Nezar Ahmad    | Natación                   | 100 m mariposa 5 masculino      |
| Bronce         |                            |                                 |
| Adelah Al-Rumi | Atletismo                  | Eslalon 2 femenino              |
| Ahmad Al-Saleh | Esgrima en silla de ruedas | Espada individual 4-5 masculino |
| Yusuf Naser    | Natación                   | 100 m mariposa 5 masculino      |
| Yusuf Naser    | Natación                   | 200 m estilos 5 masculino       |